# Рубец (биология)

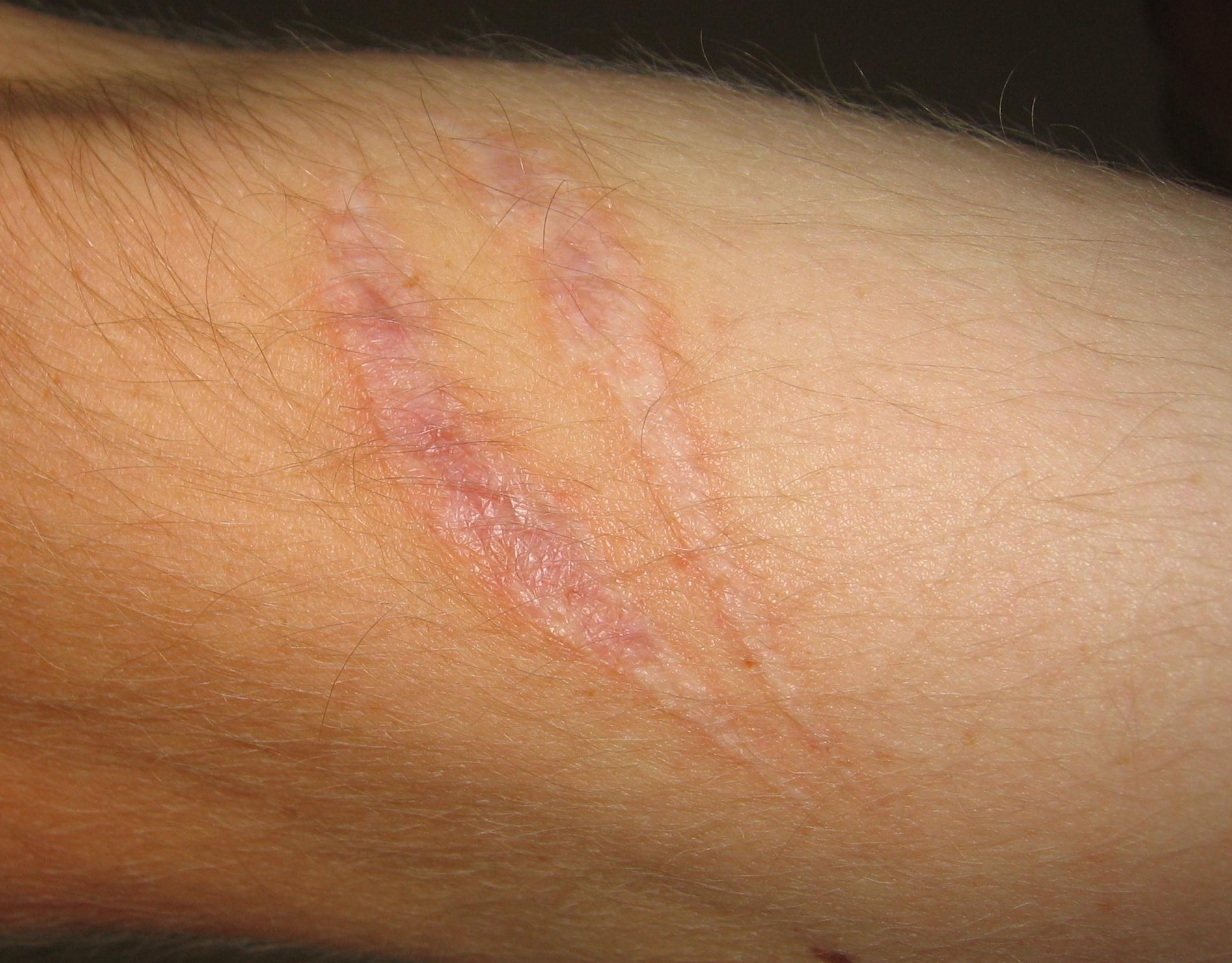
Шрам на руке

Рубец (или рубцовая ткань, также шрам; от нем. Schramme — «шрам, рубец») — область фиброзной ткани, которая заменяет нормальную кожу после травмы. Шрамы являются результатом биологического процесса заживления ран на коже, а также в других органах и тканях тела. Таким образом, рубцы являются естественной частью процесса заживления. За исключением очень незначительных поражений, каждая рана (например, после несчастного случая, болезни или операции) приводит к некоторой степени рубцов. Исключением из этого являются животные с полной регенерацией, которые восстанавливают ткани без образования рубцов.
Рубцовая ткань состоит из того же белка (коллагена), что и ткань, которую она заменяет, но состав волокон белка отличается; вместо случайного образования плетения коллагеновых волокон, обнаруженных в нормальной ткани, при фиброзе коллаген пересекается и образует выраженное выравнивание в одном направлении. Это выравнивание рубцовой ткани коллагена обычно имеет более низкое функциональное качество по сравнению с нормальным рандомизированным выравниванием коллагена. Например, шрамы на коже менее устойчивы к ультрафиолетовому излучению, а потовые железы и волосяные фолликулы не отрастают в рубцовых тканях. Инфаркт миокарда, широко известный как сердечный приступ, вызывает образование рубцов в сердечной мышце, что приводит к потере мышечной силы и, возможно, сердечной недостаточности. Тем не менее, есть некоторые ткани (например, кости), которые могут заживать без какого-либо структурного или функционального ухудшения.

## Типы

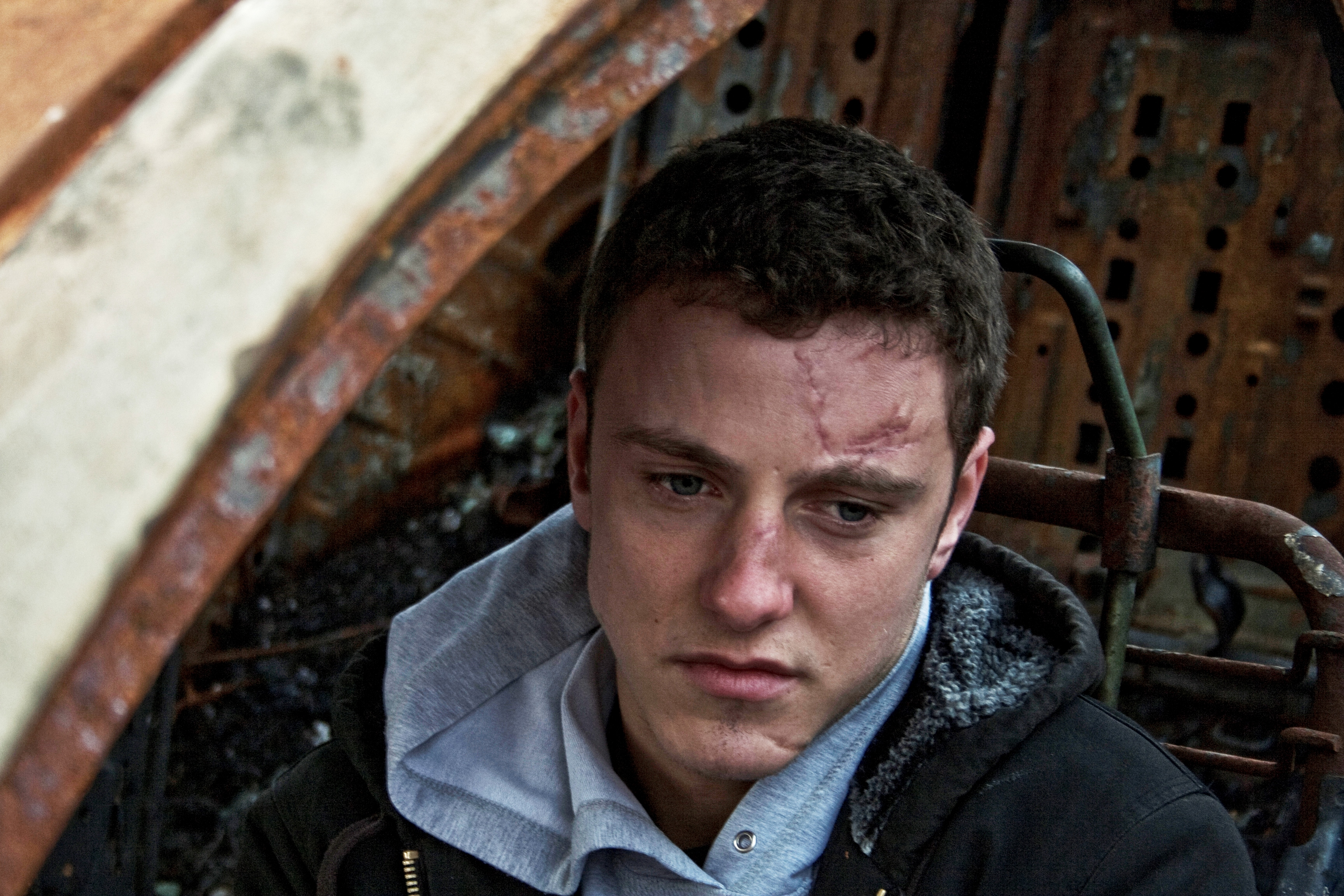
Мужчина с видимыми шрамами на лице

Все рубцы состоят из того же коллагена, что и ткань, которую он заменил, но состав рубцовой ткани отличается по сравнению с нормальной тканью. Рубцовая ткань также не имеет эластичности, в отличие от обычной ткани, которая распределяет эластичность волокон. Шрамы различаются по количеству переэкспрессированных коллагенов. Метки были применены к различиям в чрезмерном выражении. Два наиболее распространенных типа — это гипертрофические и келоидные рубцы, оба из которых испытывают чрезмерную жёсткую коллагеновую связку, чрезмерно расширяющую ткань, блокируя регенерацию тканей. Другая форма — атрофические рубцы, которые также имеют чрезмерную экспрессию регенерации, блокирующей коллаген. Этот тип рубцов западающий, потому что пучки коллагена не перерасширяют ткань. Стрии некоторые считают шрамами.
Высокий уровень меланина и африканское или азиатское происхождение могут сделать неблагоприятные рубцы более заметными.

### Гипертрофические шрамы
Гипертрофические шрамы возникают, когда организм перепроизводит коллаген, что приводит к тому, что шрам поднимается над кожей. Гипертрофические шрамы принимают форму красного приподнятого комка на более светлой пигментной коже и в виде тёмно-коричневого на более тёмной пигментной коже. Они обычно возникают в течение 4-8 недель после раневой инфекции или закрытия раны с избыточным напряжением и/или другими травмирующими травмами кожи.

### Келоид
Келоидные рубцы являются более серьёзной формой чрезмерных рубцов, потому что они могут бесконечно расти в крупные, опухолевые (хотя и доброкачественные) новообразования.
Гипертрофические шрамы часто отличаются от келоидных рубцов отсутствием роста за пределами исходной области раны, но это обычно изучаемое различие может привести к путанице.
Келоиды могут появиться у любых людей, но они наиболее распространены у темнокожих людей. Они могут быть вызваны хирургическими вмешательствами, порезами, несчастными случаями, акне или, иногда, пирсингом. У некоторых людей келоидные шрамы образуются спонтанно. Хотя они могут быть косметической проблемой, келоиды — это только инертные массы коллагена и, следовательно, совершенно безвредные и не раковые. Тем не менее, у некоторых людей они могут быть зудящими или болезненными. Они, как правило, наиболее распространены на плечах и груди. Гипертрофические шрамы и келоиды, как правило, чаще встречаются в ранах, закрытых вторичным намерением. Хирургическое удаление келоида является рискованным и может усугубить состояние и ухудшение состояния келоида.

### Атрофический

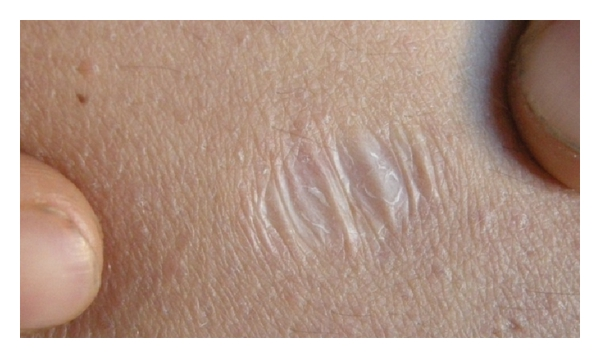
Атрофический шрам «сигаретная бумага» у пациента Элерс-Данлоса

Атрофический шрам принимает форму углублений в коже. Они возникают при потере основных структур, поддерживающих кожу, таких как жиры или мышцы. Этот тип рубцов часто связан с акне, ветряной оспой, другими заболеваниями (особенно инфекцией стафилококками), хирургическим вмешательством, некоторыми укусами насекомых и пауков или несчастными случаями. Это также может быть вызвано генетическим заболеванием соединительной ткани, таким как синдром Элерса-Данлоса.

### Стрии
Стрии также являются формой рубцов. Они возникают, когда кожа быстро растягивается (например, во время беременности, значительного увеличения веса или всплеска роста подростков) или когда кожа подвергается напряжению во время процесса заживления (обычно вблизи суставов). Этот тип рубцов обычно улучшается через несколько лет.
Повышенный уровень кортикостероидов вовлечён в развитие стрий.

### Пуповина
У людей и других плацентарных млекопитающих есть пупочный шрам (обычно называемый пупом), который начинает заживать, когда пуповина перерезается после рождения. Животные, откладывающие яйца, имеют пупочный шрам, который, в зависимости от вида, может оставаться видимым на всю жизнь или исчезать в течение нескольких дней после рождения.